# Turacs
Els turacs són un grup 23 espècies d'ocells que formen la família dels musofàgids (Musophagidae), que habiten l'Àfrica Central i Meridional.

## Morfologia
- Són semi-zigodàctils, ja que el quart dit, pot fer pinça, tant cap avant com cap arrere. Sovint tenen crestes prominents i llargues cues.
- Fan 35 -75 de llargària i 230 – 950 g de pes.

Plomatje verd fosc brillant amb taques roges a les ales i cresta; també gris o blavós. Escàs dimorfisme sexual. Moltes espècies són molt sorolloses.

## Reproducció
Construeixen grans nius als arbres, on ponen 2 – 3 ous blancs brillants: També blau o verd pàl·lid. Coven els ous 21 - 24 dies i romanen al niu 10 – 12 dies. Els joves naixen amb els ulls oberts.

## Hàbitat i distribució
Els musofàgids són aus en general forestals que viuen en boscos perennes, valls boscosos i també sabanes, endèmiques de la zona etiòpica. Són aus gregàries i sedentàries.

## Alimentació
S'alimenten principalment de fruites, i també de fulles, brots i flors;també ocasionalment d'insectes, caragols i llimacs.

## Taxonomia
Tradicionalment aquest grup s'ha classificat entre els cuculiformes, però en la taxonomia de Sibley-Ahlquist ja apareixia en el seu propi ordre, els musofagiformes (Musophagiformes). També es va proposar enllaçar l'hoatzín amb la resta d'espècies vivents, encara que més tard es va rebutjar. Les anàlisis genètiques recents donen suport a conservar l'ordre dels musofagiformes.
La classificació de la COI manté el mateix criteri. Segons la classificació del HBC Alive 2017, aquesta família conté 7 gèneres amb 24 espècies:
- Subfamília Corythaeolinae.
  - Corythaeola, amb una espècie: turac gegant (Corythaeola cristata).
- Subfamília  Criniferinae.
  - Criniferoides, amb una espècie: turac ventreblanc (Criniferoides leucogaster).
  - Crinifer, amb dues espècies.
  - Corythaixoides, amb tres espècies.
- Subfamília Musophaginae.
  - Gallirex, amb dues espècies.
  - Musophaga, amb dues espècies.
  - Tauraco, amb 13 espècies.